# Deathcrush
Deathcrush (англ. Смертельная давка) — дебютный мини-альбом блэк-метал группы Mayhem, выпущенный 16 августа 1987 года на лейбле Posercorpse Music (англ. Труп позёра). Данный релиз стал первым такого поджанра, как блэк-метал, хотя он также включал элементы трэш- и дэт-метала, панка, а также введение электронной музыки Конрадом Шницлером. Работа вокалистов Свена Эрика «Маньяка» Кристиансена и Эйрика «Мессия» Норхайма, которые распространяли копии пластинки, была одним из основных моментов в истории норвежской блэк-метал музыки и будет оказывать влияние на других вокалистов. Запись альбома состоялась в студии Creative в городе Колботн, — это была самая ближайшая студия для группы, также выбор пал именно на неё в виду низкой оплаты за запись. Продюсером стал Эрик Авнског; он не делал микширование альбома, так как «не знал, как записать это»
EP включал трек «Chainsaw Gutsfuck», который журнал «Blender» выбрал в качестве темы с самой ужасной лирикой в истории. Кроме того, разные блэк-метал музыканты подчеркнули своё влияние на их стиль, а некоторые позиционировали их как одну из своих любимых работ.

## Предыстория альбома
Эйстейн «Евронимус» Ошет (гитара), Йорн «Некробутчер» Стубберуд (бас) и Хьетиль Мангейм (ударные) сформировали группу Mayhem в Лангхусе, Осло, летом 1984 года, обнаружив, что они разделяют восхищение британской метал-группой Venom.. 1 октября первые два отправились в Драммен, чтобы посмотреть концерт группы Dio, где они встретили парня, носящего повязку с логотипом группы Venom, Эйрика «Мессия» Норхайма, который был вокалистом группы Black Spite. В апреле 1985 года группа попросила своего нового друга присоединиться к ним, чтобы исполнить свой первый концерт, состоящий из песен репертуара Venom и Celtic Frost, в групповом соревновании в коммуне Ши. Несмотря на то, что они заняли последнее место, Mayhem попросил Мессию быть в группе в качестве вокалиста, однако он отклонил данное предложение, потому что хотел продолжить работу со своим коллективом Black Spite, и, по словам Мангейма, «у него были другие странные приоритеты по типу „у меня была девушка“ и всё такое». По словам Некробутчера «в то время я не понимал, что [Мессия] на самом деле не знал песен и не заботился о том, чтобы их заучить. Он не знал тексты песен, но звучал при этом очень убедительно».
Несмотря на отсутствие вокалиста, трио решило записать демо Pure Fucking Armageddon (1986 г.), который Евронимус и Некробутчер распространили по Европе благодаря пропускам Interrail. Во время поездки они вступили в отношения с членами таких групп, как Kreator и Napalm Death, а в Берлине гитарист также получил адрес музыканта Конрада Шницлера, который был членом одной из его любимых групп — Tangerine Dream. Евронимус, любитель электронной музыки и в особенности Брайана Ино, Kraftwerk и Depeche Mode, попросил Шницлера сочинить трек для следующей работы Mayhem, и он прислал ему старую композицию «Silvester Anfang». Впоследствии немецкий музыкант выразил сожаление по поводу того, что раньше не слушал музыку группы. В то время все трое дружили с Джоном «Металлионом» Кристиансеном, редактором фанатского журнала «Slayer Magazine», в котором они часто появлялись в их музыкальной колонке. Свен Эрик «Маньяк» Кристиансен узнал о Mayhem благодаря этому журналу и отправил демозаписи своего проекта Septic Cunts, в котором он пел и играл на гитаре, что впечатлило Евронимуса, который ответил ему «Это… НЕВЕРОЯТНО! Вы должны петь в Mayhem». После того, как Маньяк вступил в группу, Mayhem пришлось столкнуться с недостатком, заключающимся в том, что они все жили вдали от Лангхуса, что затрудняло проведение репетиций.

## Производство и запись
Запись Deathcrush началась в феврале 1987 года в студии Creative в городе Колботн, которую группа выбрала по причине низкой оплаты записи и близкого месторасположения. По прибытии в студию продюсер Эрик Авнског полагал, что группа играет регги, и спросил, нужен ли им малый барабан, однако участники заявили ему, что их музыка «слишком сложна для квалификации», и что они, в основном, просто подключают свои инструменты и играют. Мангейм отметил, что Авнског «сказал нам, что это то, что он не знал, как записывать»; Некробутчер добавляет: «сведения альбома не было: как и до, так и после. Не было никакого наложения. Бас, барабаны и гитара были сыграны и записаны вживую, а затем мы записали вокал». Что касается инструментов, за исключением нескольких дополнительных барабанов и ударной установки Мангейма, то сами музыканты внесли свои собственные, и поэтому Евронимус использовал два блока эффектов, которые, по словам басиста, «были старыми и изношенными, а некоторые из их проводов были ослаблены, поэтому иногда они не работали должным образом».
У Маньяка были проблемы с исполнением песни «Pure Fucking Armageddon» и кавер-версии на Venom «Witching Hour», поэтому группа попросила Мессию прийти в студию, чтобы записать свой вокал для этих песен. По словам Некробутчера, «[Маньяк] не был музыкально опытным, чтобы он мог слышать, что играет, а затем спеть одновременно». Мессия также добавил новые строки в «Pure Fucking Armageddon» после того, как басист забыл оригинальный текст песни дома. Кроме того, группа спонтанно записала песню «(All the Little Flowers Are) Happy», из сериала «Подрастающее поколение» в оригинальном исполнении Клиффа Ричарда, и что, по словам Мангейма, «мы думали, что это будет смешно и забавно. И это всё ещё так. Мы все поём в этой песне, даже Металлион». Эта запись в последнюю минуту добавят как скрытый трек из первого издания на виниле, однако позже её уберут в более поздних изданиях релиза, потому что она «не была серьёзной».
На задней стороне обложки EP авторство всех песен, кроме «Silvester Anfang» (Конрад Шницлер) и «Witching Hour» (Конрад «Кронос» Лант, Джеффри «Мантас» Данн и Энтони «Аббадон» Брей), была указана сама группа, однако Евронимус и Некробутчер заявляли, что были ведущими композиторами на Deathcrush. Некробутчер утверждал, что сочинил «Necrolust», «Chainsaw Gutsfuck» и «Deathcrush» холодной зимней ночью 1986 года, когда он был дома своей бабушки, и рассказал, что «всё возникло после появления названий. Я писал тексты раньше, чем музыку, в противоположность тому, как я делал».

## Музыка и тексты песен
Deathcrush была первой студийной работой в стиле блэк-метал, хотя, по словам писателя Даяла Паттерсона, она «обычно не считается записью в жанре блэк-метал из-за её кровожадной лирики и музыки, которая сочетает в себе множество элементов трэша- и дэт-метала, а также панк-рока». Его коллега Джон Видерхорн согласился, что её «корни исходят из трэш- и дэт-метал музыки, но включает в себя резкий вокальный вой, который стал главным элементом „блэк-метала“ и ускорил развитие новой сцены». Относительно вокала Маньяка, Мессия назвал её «свиными визгами, которые были вне этого мира. Это было то, что никто не слышал ранее»; Некробутчер согласился данным высказыванием, добавив «у него был экстремальный голос, и его крики звучали как забитая свинья. Они были неприятными, непонятными и недоступными для добрых людей». Сам Маньяк подчеркнул влияние вокалиста Фрэнка «Киллджоя» Пуччи из группы Necrophagia, голос которого, по его словам, «был действительно грубым и я хотел попытаться преодолеть его». В плане музыки, Евронимус и Некробутчер согласились начать половину песен с басового риффа, а другую половину — с гитарного, плюс каждая песня должна была иметь паузу, чтобы другой инструмент занял лидерство.
Некробутчер, автор большинства текстов песен, заявил, что тексты в основном касаются «ебли чьих-то кишок, кровь, много крови и других прекрасных вещей». Так, например, трек «Chainsaw Gutsfuck» включает в себя следующие строки: 

«Bleed down to the fucking core / You’re going down for fucking more / Screw your slimy guts / Driving me fucking nuts! / Chainsaw in my bleeding hands / As I start to cut you in two / Your guts are steaming out / And I just love the sight!» 
 (англ. «Истекай кровью до гребаной сердцевины / Ты пойдёшь ко дну ещё больше, блядь / К чёрту твои слизкие кишки / Ты сводишь меня с ума, нахуй! / Бензопила в моих кровоточащих руках / Когда я начинаю разрезать тебя надвое / Твои кишки выходят с паром / И мне просто нравится это зрелище!»)
 Однако, в песню «Pure Fucking Armageddon» были добавлены строчки, придуманные Мессией, из-за чего данная песня имеет политический контекст: «Maggie Thatcher, fucking whore / Cowboy Ronnie, start the war / Pure fucking Armageddon» (англ. «Мэгги Тэтчер, ебучая шлюха / Ковбой Ронни, начинай войну / чистый ёбаный Армагеддон»). EP также содержит две инструментальные композиции, состоящая из перкуссий «Silvester Anfang» и «(Weird) Manheim», исполненная Мангеймом на пианино.

## Выпуск и продвижение
На упаковке EP изображена чёрно-белая сцена с ампутированными и подвешенными двумя руками. Евронимус и Некробутчер посетили информационное агентство, которое позволило им обыскать их архив, и там они нашли фотографию, на которой были изображены две конечности, подвешенные на рынке в Мавритании, чтобы напугать грабителей. По словам Некробутчера, «это была самая экстремальная фотография, которую мы когда-либо видели. Это не имело ничего общего с нашей музыкой или нашей лирикой, но отражало их брутальность». Группа связалась с голландской компанией по производству грампластинок, однако она отказалась от их предложения по выпуску альбома, поскольку считала изображение расистским из-за изображения обрубленных чёрных рук, поэтому группе пришлось уточнить, что оно было взято в африканской стране. Сочтя это объяснение разумным, компания отправила конечный результат, который, к большому огорчению группы, включал в себя розовый фон и некоторые ошибки в печати .
Первое издание, опубликованное 16 августа 1987 года и распространенное лейблом Posercorpse Music, состояло из 1000 экземпляров, все они были пронумерованы Евронимусом и отправлены в несколько магазинов Осло, которые продавали альбомы в стиле «хэви-метал». Чтобы продемонстрировать своё чувство юмора, группа рекламировала свой релиз в фанзине «Slayer Magazine», в которой было изображение Некробутчера играющего на пианино и окружённого рисунками кота Гарфилда. Благодаря Deathcrush группа Mayhem стала первой норвежской блэк-метал-группой, выпустившей альбом. Его ограниченный тираж и трудности с получением привели к тому, что спустя годы несколько копий, выставленных на продажу, достигли цифр между 930 и 2325 $, кроме того, один, подписанный Евронимусом — убитый в августе 1993 года, — был продан на eBay за 1800 $. В 1993 году гитарист переиздал Deathcrush через свой лейбл Deathlike Silence Productions уже с красной обложкой, а затем также такими лейблами, как Back On Black или Voices of Wonder.

## Критический приём
Из-за ограниченного тиража EP изначально не получал обзоров, хотя впоследствии получал их и разнообразного характера. Тор-рун Хауген из журнала «Puls» подчеркнул следующее: «я не уверен, что я должен воспроизводить его со скоростью 33 или 45 об/мин, хотя независимо от того, что я делаю, это звучит так, как будто Капитан Крюк мастурбирует Маргарет Тэтчер». Эдуардо Ривадавия с сайта AllMusic написал, что «экстравагантный звук с низкой точностью сделал Venom похожими на стену звука Фила Спектора. Фактически, только ранние работы шведской метал-группы Bathory и записи конца 1980-х годов бразильских групп, таких как Vulcano, Sarcophagus и Sepultura, исследовали те глубины, которые были сопоставимы с глубинами Mayhem». Рецензент журнала Terrorizer Кез Уилан назвал его «отвратительной подборкой злых, раскатистых гимнов в стиле блэк-метал, которые принесли совершенно новый уровень грязи и разврата в экстрим-метал». Джейк Бреннан, автор книги «Disgraceland», заявил, что «это не похоже на то, что когда-либо выходило раннее. Звучит апатично и примитивно, одним словом: холодно. Deathcrush воодушевляет и вдохновляет». Со своей стороны, команда журнала «Blender» выбрала песню «Chainsaw Gutsfuck» «в качестве самой ужасной песни в истории», а её редактор Джо Кнаус рассказал следующее: «вы знаете, что вы ужасны, когда ваша группа продолжает сочинять больше таких текстов, у которых есть простая тема: они хотят трахнуть ваши кишки бензопилой. Пока ты не умрёшь». Джереми Ульри из веб-сайта Metal Injection отметил, что он является одновременно «инновационным и регрессивным» и что «тузы здесь голоса Мессии и Маньяка. Каждый из которых индивидуально представляет беспрецедентный уровень жестокости и безумной ненависти, чем всё, что было слышно до этого момента. Вероятно, немного преувеличено сказать, что без этих двух вокалистов Deathcrush был бы сведён историей к вопиюще пренебрегаемому макету „трэша“».

### Влияние
Со временем Deathcrush получил признание от более поздних групп и артистов. Фенриз, барабанщик Darkthrone, назвал его «действительно вдохновляющим. Просто увидеть логотип уже что-то почётно», добавляя, «это самая умопомрачительная вещь, когда-либо опубликованная. Самый привлекательный материал Норвегии». Шаграт, вокалист Dimmu Borgir, признавался, говоря следующее: «мне это понравилось, это было действительно сыро и тяжело». Фрост, барабанщик Satyricon, рассказал, что «для меня это было действительно важно, особенно тот гитарный звук, который выглядел как пила. Это был первый выпуск норвежской экстрим-метал группы, и это дало Mayhem культовый статус». Самот, гитарист Emperor, вспоминал: «в какой-то момент кто-то дал мне копию Deathcrush на кассете, и это была самая интенсивная и больная вещь, которую я когда-либо слышал». Мариус Вольд, вокалист Mortem, отметил, что он «установил эталон. Это просто, грубо и жестоко», в то время как Снорре Рух, гитарист Thorns, рассказал: «я любил риффы и звук. Это звучало так, как будто они сошли с ума, и это ошеломляет». Со своей стороны, Сакис Толис, гитарист и вокалист Rotting Christ, выбрал его в качестве одной из своих пяти любимых «блэк-метал-работ». Между тем, другие группы, такие как Behemoth, Absu и Tsjuder, исполняли кавер-версию песни «Deathcrush».

## Список композиций
Вся музыка написана группой Mayhem (Маньяк, Евронимус, Некробутчер, Мангейм), за исключением отмеченных.
| №                   | Название                                         | Музыка                                                              | Длительность |
| ------------------- | ------------------------------------------------ | ------------------------------------------------------------------- | ------------ |
| 1.                  | «Silvester Anfang» (инструментальная композиция) | Конрад Шнитцлер                                                     | 1:56         |
| 2.                  | «Deathcrush»                                     |                                                                     | 3:33         |
| 3.                  | «Chainsaw Gutsfuck»                              |                                                                     | 3:33         |
| 4.                  | «Witching Hour» (кавер на Venom)                 | Конрад «Кронос» Лант, Джеффри «Мантас» Данн и Энтони «Аббадон» Брей | 1:49         |
| 5.                  | «Necrolust»                                      |                                                                     | 3:37         |
| 6.                  | «(Weird) Manheim»/«Pure Fucking Armageddon»      |                                                                     | 2:57         |
| 7.                  | «Untitled» (скрытый трек)                        |                                                                     | 1:09         |
| Общая длительность: | Общая длительность:                              | Общая длительность:                                                 | 18:34        |

## Участники записи
Все данные взятые с задней стороны обложки альбома.
Mayhem
- Маньяк — «Рвотные позывы» (вокал на «Deathcrush», «Chainsaw Gutsfuck», «Necrolust» и «Untitled»; бэк-вокал на «Witching Hour»)
- Евронимус — «Смертоносная пила» (гитара; вокал на «Untitled»)
- Некробутчер — «4-струнный разъёбыватель» (бас; вокал на «Untitled»)
- Мангейм — «Адские молотильни» (барабаны; пианино на «(Weird) Manheim»; вокал на «Untitled»)

Производственный персонал
- Эрик Авнског — продюсер
- Mayhem — продюсеры

Приглашённые музыканты
- Мессия — «Железные лёгкие» (вокал на «Pure Fucking Armageddon», «Witching Hour» и «Untitled»)
- Конрад Шнитцлер — барабаны, перкуссия, электронные инструменты («Silvester Anfang»)